# Who Wants to Live Forever
Who Wants to Live Forever is een nummer van de Engelse rockgroep Queen.

## Geschiedenis
Het nummer is afkomstig van het Queenalbum A Kind of Magic uit 1986. Het werd geschreven door Queengitarist Brian May voor de soundtrack van de film Highlander. Het nummer staat ook op het compilatiealbum Greatest Hits II. Het nummer werd in september 1986 wereldwijd op single uitgebracht, maar was commercieel gezien weinig succesvol. In Nederland wist het alleen de Nationale Hitparade te halen; in 1992 werd het een hit in zowel de Top 40 als de Nationale Hitparade.
Na het overlijden van Freddie Mercury in 1991 werd het nummer in Nederland opnieuw uitgebracht. Ditmaal werd de zevende positie behaald. Sindsdien wordt het nummer in meerdere 'aller-tijdenlijsten' gekozen, zoals de Top 100 aller tijden (hoogste positie: 15 in 2003) en Radio 2's Top 2000 (22 in 2002).
Op de 12 inch-uitgave van de single uit 1986 en op de heruitgave van A Kind Of Magic uit 1991 werd als een van de bonustracks een instrumentale versie van het nummer, getiteld Forever, opgenomen.
Vlak voor het uitbrengen van "A Kind of Magic" waren er geruchten dat de mannen van Queen uit elkaar zouden gaan. Tijdens een van de Magic Tour-concerten in het Wembley Stadium ontkrachtte Freddie Mercury deze geruchten keihard door, kort voordat de band "Who Wants to Live Forever" ging spelen, te roepen: "We’re gonna stay together until we fucking well die, I’m sure of it!". Mercury wist op dat moment niet dat dit bij hem bijna vijf jaar later al het geval was, hij werd in 1987 namelijk hiv-positief getest en overleed in november 1991 aan de gevolgen van aids.

## Tracklist

### Versie 1986: 7"
1. "Who Wants to Live Forever"
2. "Killer Queen"

### Versie 1986: 12"
1. "Who Wants to Live Forever" (albumversie)
2. "Who Wants to Live Forever" (singleversie)
3. "Killer Queen"
4. "Forever"

### Versie 1992
1. "Who Wants to Live Forever"
2. "Friends Will Be Friends"

## Coverversies
Het nummer is een aantal maal gecoverd, waaronder de volgende versies:
- In 1989 door Jennifer Rush waarbij Brian May meezingt en de gitaar voor zijn rekening neemt
- In 1995 door Luciano Pavarotti, een naar het Italiaans vertaalde versie
- In 1995 door Shirley Bassey, uitgebracht op het album Shirley Bassey Sings The Movies
- In 1996 door de Duitse danceact Dune, die er in Nederland een top-10 hit mee scoorde
- In 1997 door Sarah Brightman
- In 2001 door After Forever
- In 2005 door Breaking Benjamin, te vinden op het album 'Killer Queen: A tribute to Queen'.
- In 2018 door Bass Modulators samen met Bram Boender, een hardstyle tribute naar Freddie Mercury.

### Hitnotering
| "Who Wants to Live Forever" in de Nederlandse Top 40 - binnen: 11-04-1992 | "Who Wants to Live Forever" in de Nederlandse Top 40 - binnen: 11-04-1992 | "Who Wants to Live Forever" in de Nederlandse Top 40 - binnen: 11-04-1992 | "Who Wants to Live Forever" in de Nederlandse Top 40 - binnen: 11-04-1992 | "Who Wants to Live Forever" in de Nederlandse Top 40 - binnen: 11-04-1992 | "Who Wants to Live Forever" in de Nederlandse Top 40 - binnen: 11-04-1992 | "Who Wants to Live Forever" in de Nederlandse Top 40 - binnen: 11-04-1992 | "Who Wants to Live Forever" in de Nederlandse Top 40 - binnen: 11-04-1992 | "Who Wants to Live Forever" in de Nederlandse Top 40 - binnen: 11-04-1992 | "Who Wants to Live Forever" in de Nederlandse Top 40 - binnen: 11-04-1992 | "Who Wants to Live Forever" in de Nederlandse Top 40 - binnen: 11-04-1992 |
| Week                                                                      | 1                                                                         | 2                                                                         | 3                                                                         | 4                                                                         | 5                                                                         | 6                                                                         | 7                                                                         | 8                                                                         | 9                                                                         |                                                                           |
| ------------------------------------------------------------------------- | ------------------------------------------------------------------------- | ------------------------------------------------------------------------- | ------------------------------------------------------------------------- | ------------------------------------------------------------------------- | ------------------------------------------------------------------------- | ------------------------------------------------------------------------- | ------------------------------------------------------------------------- | ------------------------------------------------------------------------- | ------------------------------------------------------------------------- | ------------------------------------------------------------------------- |
| Nummer                                                                    | 26                                                                        | 14                                                                        | 10                                                                        | 8                                                                         | 7                                                                         | 9                                                                         | 12                                                                        | 21                                                                        | 36                                                                        | uit                                                                       |

| "Who wants to live forever" in de Single Top 100 - binnen: 11-10-1986 | "Who wants to live forever" in de Single Top 100 - binnen: 11-10-1986 | "Who wants to live forever" in de Single Top 100 - binnen: 11-10-1986 | "Who wants to live forever" in de Single Top 100 - binnen: 11-10-1986 | "Who wants to live forever" in de Single Top 100 - binnen: 11-10-1986 | "Who wants to live forever" in de Single Top 100 - binnen: 11-10-1986 | "Who wants to live forever" in de Single Top 100 - binnen: 11-10-1986 | "Who wants to live forever" in de Single Top 100 - binnen: 11-10-1986 | "Who wants to live forever" in de Single Top 100 - binnen: 11-10-1986 | "Who wants to live forever" in de Single Top 100 - binnen: 11-10-1986 | "Who wants to live forever" in de Single Top 100 - binnen: 11-10-1986 | "Who wants to live forever" in de Single Top 100 - binnen: 11-10-1986 | "Who wants to live forever" in de Single Top 100 - binnen: 11-10-1986 | "Who wants to live forever" in de Single Top 100 - binnen: 11-10-1986 | "Who wants to live forever" in de Single Top 100 - binnen: 11-10-1986 | "Who wants to live forever" in de Single Top 100 - binnen: 11-10-1986 | "Who wants to live forever" in de Single Top 100 - binnen: 11-10-1986 | binnen: 4-4-1992 | binnen: 4-4-1992 | binnen: 4-4-1992 | binnen: 4-4-1992 |
| Week                                                                  | 1                                                                     | 2                                                                     | 3                                                                     | 4                                                                     | 5                                                                     |                                                                       | 6                                                                     | 7                                                                     | 8                                                                     | 9                                                                     | 10                                                                    | 11                                                                    | 12                                                                    | 13                                                                    | 14                                                                    | 15                                                                    | 16               | 17               | 18               |                  |
| --------------------------------------------------------------------- | --------------------------------------------------------------------- | --------------------------------------------------------------------- | --------------------------------------------------------------------- | --------------------------------------------------------------------- | --------------------------------------------------------------------- | --------------------------------------------------------------------- | --------------------------------------------------------------------- | --------------------------------------------------------------------- | --------------------------------------------------------------------- | --------------------------------------------------------------------- | --------------------------------------------------------------------- | --------------------------------------------------------------------- | --------------------------------------------------------------------- | --------------------------------------------------------------------- | --------------------------------------------------------------------- | --------------------------------------------------------------------- | ---------------- | ---------------- | ---------------- | ---------------- |
| Nummer                                                                | 50                                                                    | 32                                                                    | 29                                                                    | 41                                                                    | 50                                                                    | uit                                                                   | 85                                                                    | 39                                                                    | 18                                                                    | 10                                                                    | 7                                                                     | 6                                                                     | 6                                                                     | 10                                                                    | 14                                                                    | 30                                                                    | 43               | 62               | 85               | uit              |

### NPO Radio 2 Top 2000
| Nummer met noteringen in de NPO Radio 2 Top 2000 | '99 | '00 | '01 | '02 | '03 | '04 | '05 | '06 | '07 | '08 | '09 | '10 | '11 | '12 | '13 | '14 | '15 | '16 | '17 | '18 | '19 | '20 | '21 | '22 | '23 | '24 |
| ------------------------------------------------ | --- | --- | --- | --- | --- | --- | --- | --- | --- | --- | --- | --- | --- | --- | --- | --- | --- | --- | --- | --- | --- | --- | --- | --- | --- | --- |
| Who Wants to Live Forever                        | 30  | 23  | 34  | 22  | 45  | 50  | 74  | 74  | 120 | 62  | 77  | 87  | 94  | 134 | 100 | 100 | 99  | 86  | 107 | 74  | 74  | 85  | 89  | 101 | 95  | 68  |

1. ↑  Een vetgedrukt getal geeft de hoogste notering aan.

### Notering in NPO Radio 5 Evergreen Top 1000
| Evergreen Top 1000 "Who wants to live forever" | Evergreen Top 1000 "Who wants to live forever" | Evergreen Top 1000 "Who wants to live forever" | Evergreen Top 1000 "Who wants to live forever" | Evergreen Top 1000 "Who wants to live forever" | Evergreen Top 1000 "Who wants to live forever" | Evergreen Top 1000 "Who wants to live forever" | Evergreen Top 1000 "Who wants to live forever" | Evergreen Top 1000 "Who wants to live forever" | Evergreen Top 1000 "Who wants to live forever" | Evergreen Top 1000 "Who wants to live forever" | Evergreen Top 1000 "Who wants to live forever" | Evergreen Top 1000 "Who wants to live forever" | Evergreen Top 1000 "Who wants to live forever" | Evergreen Top 1000 "Who wants to live forever" | Evergreen Top 1000 "Who wants to live forever" | Evergreen Top 1000 "Who wants to live forever" |
| Jaar                                           | 2008                                           | 2009                                           | 2010                                           | 2011                                           | 2012                                           | 2013                                           | 2014                                           | 2015                                           | 2016                                           | 2017                                           | 2018                                           | 2019                                           | 2020                                           | 2021                                           | 2022                                           | 2023                                           |
| ---------------------------------------------- | ---------------------------------------------- | ---------------------------------------------- | ---------------------------------------------- | ---------------------------------------------- | ---------------------------------------------- | ---------------------------------------------- | ---------------------------------------------- | ---------------------------------------------- | ---------------------------------------------- | ---------------------------------------------- | ---------------------------------------------- | ---------------------------------------------- | ---------------------------------------------- | ---------------------------------------------- | ---------------------------------------------- | ---------------------------------------------- |
| Positie                                        | -                                              | -                                              | -                                              | -                                              | -                                              | -                                              | -                                              | -                                              | -                                              | 311                                            | 82                                             | 107                                            | 124                                            | 117                                            | 106                                            | 111                                            |

## Trivia
- In de versie die in de film Highlander te horen is, zingt Freddie Mercury het eerste couplet. (Op de album- en singleversie wordt dit gedaan door Brian May.)

- Bibliothèque nationale de France: cb14790958k (data)
- Library of Congress Control Number: no2003033150
- MusicBrainz release group: e19c3d91-531d-389b-b5b4-4de96127e88b
- MusicBrainz work: fd9e2746-807e-36f1-b78e-600efc31f57a
- Virtual International Authority File: 176446652